# Skykomish (rivière)
Pour la ville située dans l’État de Washington, voir Skykomish.
La rivière Skykomish est une rivière qui s’écoule dans l’État de Washington au nord-ouest des États-Unis. La rivière, qui est un affluent de la rivière Snohomish, draine une partie du versant occidental de la chaîne des Cascades.

## Description
La rivière nait de la confluence des rivières North Fork Skykomish (« bras nord de la Skykomish ») et South Fork Skykomish (« bras sud de la Skykomish »). Elle prend ensuite la direction de l’ouest vers le Puget Sound. Parmi ses affluents se trouvent les rivières Sultan et Wallace.
Les eaux de la rivière s’ajoutent aux eaux de la rivière Snoqualmie pour former la rivière Snohomish. Celle-ci continue sa course vers l’ouest pour terminer sa course dans la baie de Port Gardner, une portion du Puget Sound.
Le bras nord et le bras sud de la rivière sont d’égale longueur et aucun des deux ne peut se préjuger d’être le bras principal de la rivière

## Histoire

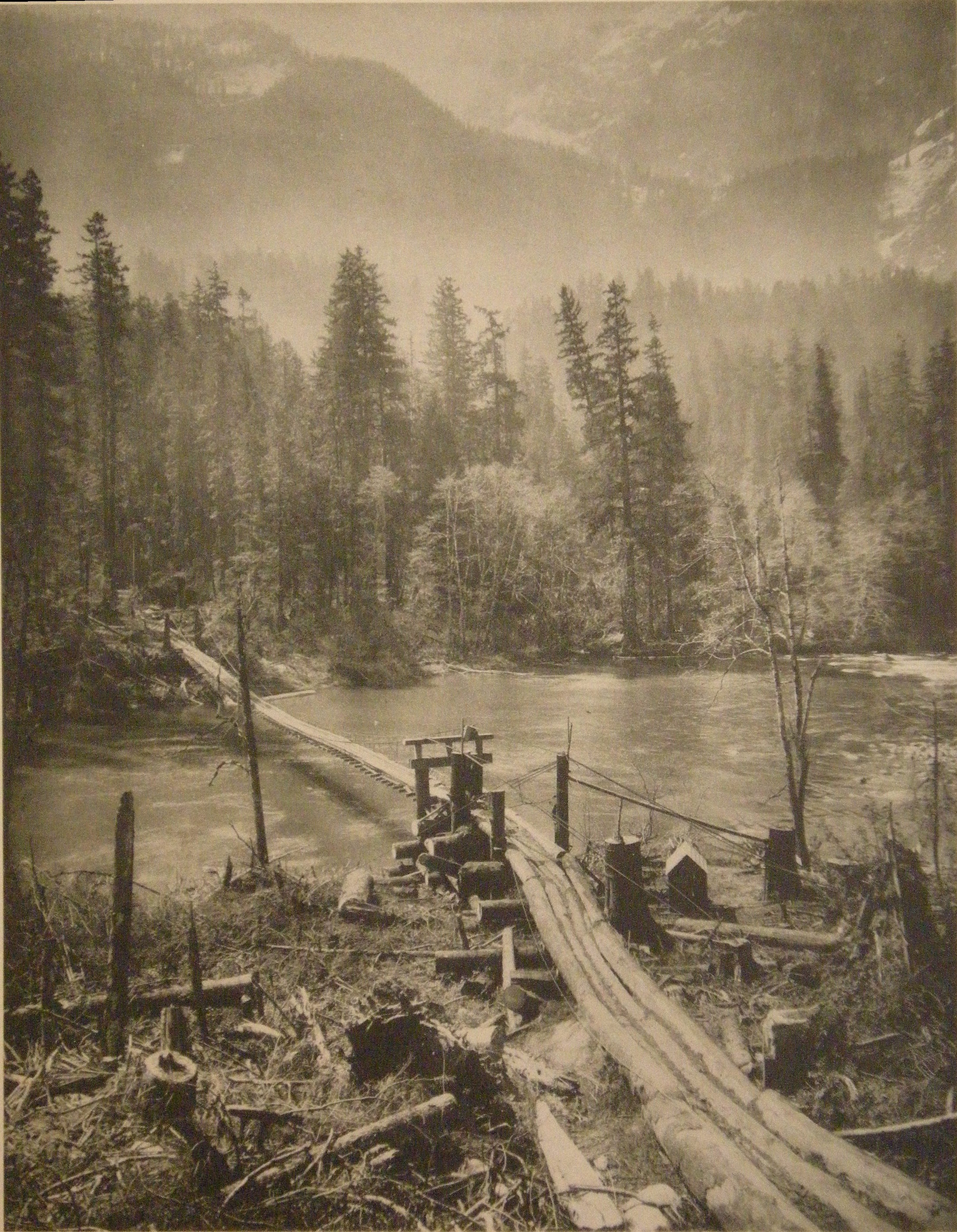
Pont Loggers' bridge sur la Skykomish (1910).

Durant les années 1890, la voie ferrée Great Northern Railway est construite le long de la rivière. La ligne remonte ensuite le bras sud de la rivière pour franchir la chaîne des Cascades au niveau du col Stevens. Cette ligne existe toujours au XXIe siècle.